# Górki Kostrzeszyńskie
Górki Kostrzeszyńskie – przysiółek wsi Kostrzeszyn w Polsce, położony w województwie świętokrzyskim, w powiecie pińczowskim, w gminie Złota.
W latach 1975–1998 przysiółek administracyjnie należał do województwa kieleckiego.